# Обходное
Обходное (фин. Pihtijärvi, Keskonen, Pitkäjärvi, Sorpohjanlahti) — озеро на территории Каменногорского городского поселения Выборгского района Ленинградской области.

## Общие сведения
Площадь озера — 0,8 км². Располагается на высоте 39,0 метров над уровнем моря.
Озеро состоит их четырёх приблизительно равных по площади плёсов, разделённых протоками и проливами: западный — Пихтиярви (фин. Pihtijärvi), северный — Сорпохьянлахти (фин. Sorpohjanlahti), центральный — Кесконен (фин. Keskonen) и восточный — Питкяярви (фин. Pitkäjärvi). Берега каменисто-песчаные, преимущественно возвышенные, местами заболоченные, местами скалистые.
В восточный плёс озера втекает безымянный ручей, вытекающий из озера Большой Ряски. Из западного плёса вытекает протока, впадающая в озеро Александровское,  из которого вытекает ручей, впадающий в озеро Лесогорское, из которого вытекает река Давыдовка, связанная со всей системой реки Вуоксы.
Название «Pitkäjärvi» переводится с финского языка как «длинное озеро», «Sorpohjanlahti» переводится как «дальний гравийный залив».
Код объекта в государственном водном реестре — 01040300211102000011953.